# شن دین هوا
شن دین هوا (انگلیسی: Chen Din Hwa؛ ۱۹۲۳ – ۱۷ ژوئن ۲۰۱۲) کارآفرین و سرمایه‌دار اهل چین بود، که در سال ۱۹۵۴ شرکت نان فانگ را تأسیس نمود.